# 斐索环形山
斐索环形山（Fizeau）是位于月球背面南半部的一座大撞击坑，约形成于38-32亿年前的晚雨海世，其名称取自法国物理学家阿尔芒·斐索（1819年-1896年），1970年被国际天文学联合会批准接受。

## 描述

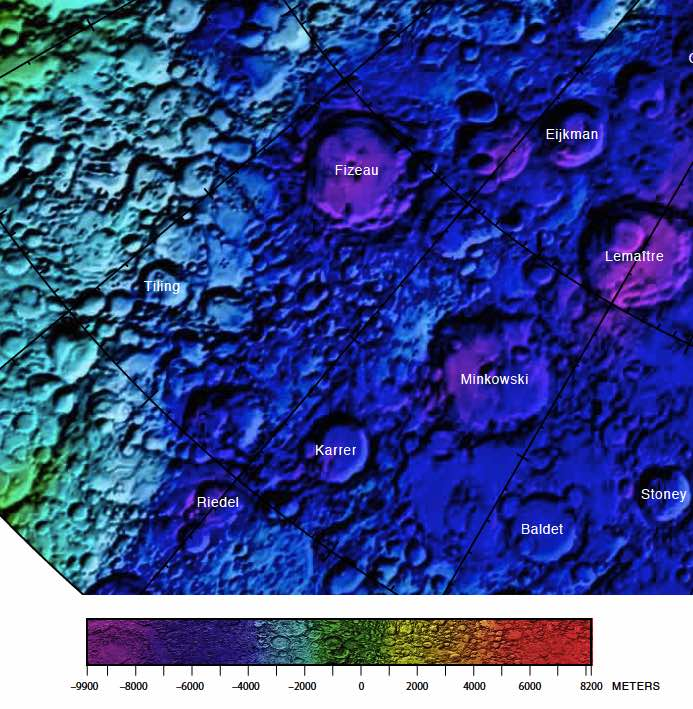
斐索环形山的周边，月球南极区域详图。

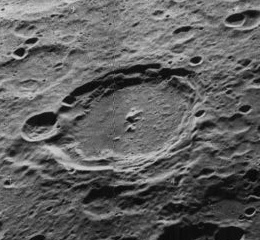
月球轨道器5号拍摄的另一幅西向斜视图

该陨坑西北偏西及西北分别靠近大小相同的闵科夫斯基环形山和较小的卡勒环形山、北面毗邻已磨损的蒂林陨石坑，更大的李普曼环形山位于它的东面、东南和西南分别坐落了沃森环形山及艾克曼环形山。该陨坑中心月面坐标为58°11′S 134°07′W / 58.19°S 134.11°W，直径107.08公里，深度约2.877公里。
斐索环形山外观大体圆状，边缘略微参差，坑壁轮廓清晰，几乎没受到较大的撞击磨损。西南壁横跨了醒目的卫星坑“斐索 Q”，北侧外壁则附靠了一座圆杯状的小陨坑，沿东北和西南偏西坑沿各覆盖有一座小撞击坑。环内侧壁分布有多重明显的阶地状结构，但南侧内壁有一段壁岩已坍塌滑落至坑底。斐索环形山坑壁最大高出周边地形1520米，内部容积约11620立方千米。除西南部相对平坦外，坑底表面崎岖粗糙，散布着一系列的小山丘和细小的坑穴，靠中心区坐落了二座由含80-85%斜长石的辉长-苏长-橄长斜长岩（GNTA2）及苏长斜长岩（AN）构成的中央峰。

## 卫星陨石坑
按惯例，最靠近斐索环形山的卫星坑在月图上以字母标注在该坑中心点的旁边。

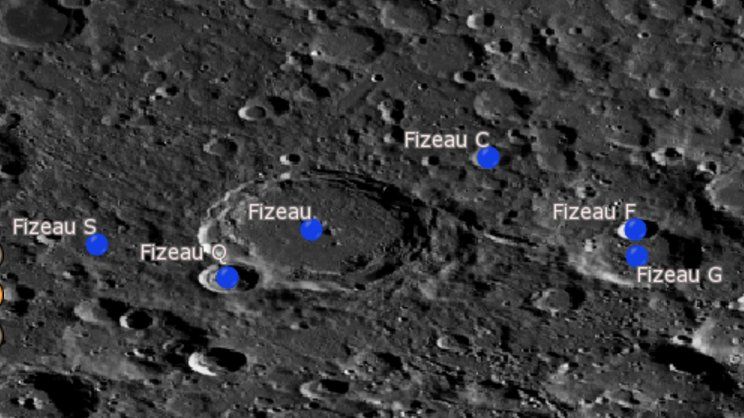
月球轨道器拍摄

| 斐索 | 纬度     | 经度      | 直径       |
| ---- | -------- | --------- | ---------- |
| C    | 56.08° S | 128.91° W | 20.59 公里 |
| F    | 58.19° S | 124.63° W | 19.15 公里 |
| G    | 58.99° S | 124.56° W | 55.38 公里 |
| Q    | 59.62° S | 136.59° W | 26.90 公里 |
| S    | 58.66° S | 140.43° W | 64.08 公里 |

- 卫星坑“斐索 Q”可能是一座同心环坑；
- 卫星坑“斐索 S”约形成于前酒海纪[1]。

## 另请参阅
- Andersson, L. E.; Whitaker, E. A. . NASA RP-1097. 1982.
- Blue, Jennifer. . USGS. July 25, 2007  [2007-08-05]. （原始内容存档于2019-12-13）.
- Bussey, B.; Spudis, P. . New York: Cambridge University Press. 2004. ISBN 978-0-521-81528-4.
- Cocks, Elijah E.; Cocks, Josiah C. . Tudor Publishers. 1995. ISBN 978-0-936389-27-1.
- McDowell, Jonathan. . Jonathan's Space Report. July 15, 2007  [2007-10-24]. （原始内容存档于2019-06-21）.
- Menzel, D. H.; Minnaert, M.; Levin, B.; Dollfus, A.; Bell, B. . Space Science Reviews. 1971, 12 (2): 136–186. Bibcode:1971SSRv...12..136M. doi:10.1007/BF00171763.
- Moore, Patrick. . Sterling Publishing Co. 2001. ISBN 978-0-304-35469-6.
- Price, Fred W. . Cambridge University Press. 1988. ISBN 978-0-521-33500-3.
- Rükl, Antonín. . Kalmbach Books. 1990. ISBN 978-0-913135-17-4.
- Webb, Rev. T. W.  6th revised. Dover. 1962. ISBN 978-0-486-20917-3.
- Whitaker, Ewen A. . Cambridge University Press. 1999. ISBN 978-0-521-62248-6.
- Wlasuk, Peter T. . Springer. 2000. ISBN 978-1-85233-193-1.